# Franciszek Leszek Klima

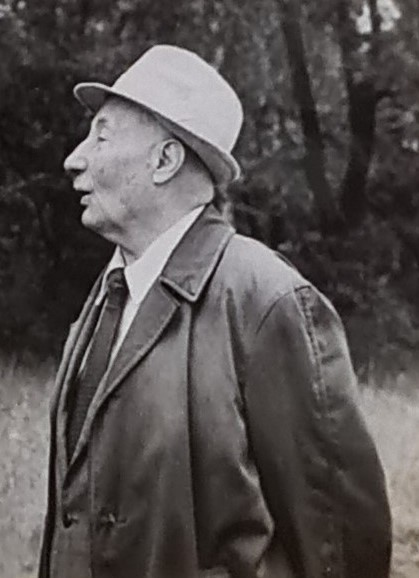
Franciszek Leszek Klima

Franciszek Leszek Klima (ur. 10 września 1904 w Borszczowie, zm. 3 czerwca 1986 w Warszawie) – polski geograf, nauczyciel, autor podręczników.

## Życiorys
Klima pochodził z rodziny inteligenckiej. Jego ojciec Antoni był notariuszem. Rodzice zmarli, gdy był jeszcze dzieckiem i musiał przebywać w zakładach wychowawczych – najpierw w Krakowie, potem we Lwowie.
Maturę zdawał w 1923 w Wyższej Szkole Realnej we Lwowie. Następnie wyjechał do Wielkopolski, gdzie w 1924 roku rozpoczął studia na Uniwersytecie Poznańskim i otrzymał dyplom magistra geografii w 1933 roku. W trakcie studiów, w 1926 r., podjął pracę nauczycielską w nowo założonym uniwersytecie ludowym w Dalkach wzorowanym na szkolnictwie duńskim. Słuchacze rekrutowali się głównie spośród młodzieży wiejskiej. Osobistej opiece prof. Klimy powierzono grupę młodzieży łużyckiej. 
W roku 1932, cały czas kontynuując studia na Uniwersytecie Poznańskim, Franciszek Klima został nauczycielem geografii i biologii w Państwowym Gimnazjum w Chojnicach. Z młodzieżą pracowało mu się dobrze, co dodatnio odbiło się zarówno w pracy szkolnej, jak i w działalności krajoznawczej. Przez pierwsze trzy lata prowadził zajęcia krajoznawcze tylko wśród młodzieży, a przez następne trzy lata również z dorosłymi w ówczesnym Polskim Towarzystwie Krajoznawczym. W okresie tym powstało kilka publikacji na temat Ziemi Chojnickiej i Borów Tucholskich. W 1933 r. uzyskał dyplom magistra filozofii w zakresie geografii. W roku 1935 Klima złożył egzamin na nauczyciela w szkołach średnich i wybrany został na wiceprezesa Polskiego Towarzystwa Krajoznawczego w okręgu pomorskim. Rok przed wybuchem II wojny przeniesiony został służbowo do Torunia, gdzie wykładał w państwowym Pedagogium.
Już w dziesiątym dniu wojny z Niemcami dostał się do niewoli pod Ożarowem. Internowany spędził sześć tygodni w Norymberdze, skąd udało mu się zbiec i wrócić do kraju. Osiadł w Warszawie i tu na przełomie lat 1939/40 rozpoczął działalność w tajnym nauczaniu. W 1941 r. powołany został na sekretarza zarządu głównego ZNP i na kierownika organizacyjnego departamentu oświaty i kultury. 
W lutym 1945 r., zaraz po oswobodzeniu Torunia, wrócił do tego miasta i pracował jako wizytator szkół średnich w Kuratorium Pomorskim. W 1946 r. awansował i został przeniesiony do pracy w Ministerstwie Oświaty i Wychowania w Warszawie. Jako wizytator szkół objął szczególną opieką nad wszystkimi gimnazjami powstałymi z przekształcenia ośrodków tajnego nauczania w szkoły państwowe. W Warszawie kontynuował też działalność krajoznawczą, prowadząc referat młodzieży w zarządzie głównym PTK. Wkrótce przeszedł do pracy w Ośrodku Metodycznym Geografii i równolegle objął stanowisko sekretarza redakcji czasopisma dla nauczycieli "Geografia w Szkole". W 1954 r. powstało Technikum Geologiczne w Warszawie, w którym przez sześć lat był kierownikiem wydziału geologii poszukiwawczej. Za tę pracę otrzymał tytuł Przodującego Nauczyciela. Po napisaniu podręcznika do geografii fizycznej dla liceów ekonomicznych przeniósł się do tego typu szkoły, by móc dokonywać poprawek i uzupełnień w książce, której ukazało się pięć wznowień.
Od 1959 r. działał też przez dziesięć lat w warszawskim Wojewódzkim Ośrodku Krajoznawczo-Turystycznym. Zajęcie to przyczyniło się jeszcze bardziej do pogłębienia jego wiedzy krajoznawczej - zwłaszcza pod względem metodycznym. W wyniku tej pracy powstało kilka praktycznych opracowań, np. "Poradnik młodego krajoznawcy", czy "Poznajmy Ojcowiznę". W ciągu kilkudziesięciu lat pracy pedagogicznej stale był związany z krajoznawstwem, szczególnie wśród młodzieży szkolnej. W wyniku tej pracy społecznej organizował koła krajoznawcze w macierzystych szkołach.

## Związki z Towarzystwem Przyjaciół Warszawy
Po zakończeniu działalności w Wojewódzkim Ośrodku Krajoznawczo-Turystycznym (nawiązał kontakt z nowo powstałym Towarzystwem Przyjaciół Warszawy. To właśnie on założył Komisję Młodzieżową w TPW. Pierwszy opracował programy kursów wiedzy o Warszawie, które dotąd służą nauczycielom i instruktorom. Wprowadził wtedy swego rodzaju eksperyment, propagujący prowadzenie zajęć z wiedzy o Warszawie w małych grupach młodzieżowych, lecz w cyklu pięcioletnim. Na kursach słuchacze zdobywają kolejno: w szkole podstawowej - Zieloną, Czerwoną i Brązową Odznakę Młodego Przyjaciela Warszawy, a w szkole średniej - Srebrną i Złotą Odznakę. Ta pięciostopniowa metoda stosowana jest do dziś.

## Dziedzictwo
Franciszek Leszek Klima pochowany jest na Cmentarzu Komunalnym Północnym (kwatera: W-I-9, rząd: 9, grób: 4) w Warszawie. Pozostawił wiele publikacji o tematyce geograficznej i krajoznawczej, w tym liczne pozycje dotyczące stolicy: "Jak powstawały ulice i place Warszawy" i "Rozważanie o Młodym Przyjacielu Warszawy". Jego "500 zagadek geograficznych" miało w latach 1961-1971 trzy edycje, a wydała je Wiedza Powszechna. Był autorem lub współautorem podręczników do geografii, napisał kilkadziesiąt artykułów i recenzji w takich czasopismach, jak: "Ziemia", "Geografia w Szkole", "Przegląd Geologiczny", "Głos Nauczycielski", "Poznaj swój kraj".

## Wykaz prac ogłoszonych drukiem
1. Chojnice i okolice, Ministerstwo Komunikacji, 1937
2. Powiat chojnicki w świetle cyfr (współautor), PTK, Chojnice 1938
3. Geografia Polski – kl. I gimn., ZNP, Toruń 1945
4. Łużyce wołają, Spółdz. Księg., Toruń 1946
5. Kształt i wielkość Ziemi, Czytelnik, Warszawa 1948
6. Europa – wiadomości ogólne, Czytelnik Warszawa 1950
7. Geografia w klasie V – podręcznik (współautor), PZWS, Warszawa 1950
8. Geografia gospodarcza świata, PZWS, Warszawa 1957
9. Geografia gospodarcza dla rolników, Min. Roln., 1959
10. 500 zagadek geograficznych (3 wydania), Wiedza Powsz., 1961-1971
11. Poradnik młodego krajoznawcy, PZWS, Warszawa 1971
12. Geografia fizyczna dla techn. ekonomicznych (4 wydania) PZWS 1962/67
13. Jak powstały ulice i place Warszawy, Towarzystwo Przyjaciół Warszawy, 1972
14. Kwestionariusz do opisu własnej szkoły, Towarzystwo Przyjaciół Warszawy, 1974
15. Rozważania o Młodym Przyjacielu Warszawy, TPW 1976
16. Wędrówki łysogórskie – szkice krajoznawcze
17. Poznajemy Ojcowiznę – szkice krajoznawcze, PTTK ZG, 1987
18. Nowa Słupia – szkice krajoznawcze, Koło Przyjaciół Nowej Słupi, 1981 r.
19. Łysa Góra Święty Krzyż – szkice krajoznawcze, Koło Przyjaciół Nowej Słupi, 1982 r.
20. Z Nowej Słupi na Szczytnik. Rudki – szkice krajoznawcze, Koło Przyjaciół Nowej Słupi, 1983 r.

## Ważniejsze odznaczenia i wyróżnienia
1. Medal Zwycięstwa i Wolności 1945, nr 1145 Prezes Rady Ministrów
2. Złoty Krzyż Zasługi, nr 2226 Prez. K.R.N.
3. Medal 10-lecia Polski Ludowej, nr 454353 Rada Państwa
4. Złoty Krzyż Zasługi II raz, nr B-6148 Rada Państwa
5. Odznaka 1000-lecia Państwa Polskiego (dwukrotnie), nr 3140 i 15595
6. Zasłużony Działacz Turystyki, nr 126 Gł. Kom. Kult. i Turyst.
7. Złota Odznaka za Zasługi, nr 443/K Prez. Woj. Rady Nar.
8. Złota Odznaka Honorowa Warszawy, nr 2810 Prez. Rady Narod.
9. Złota Odznaka Honorowa LOP, nr 434 Zarząd Główny LOP
10. Krzyż Kawalerski Orderu Odrodzenia Polski, nr Ł.1615 Rada Państwa
11. Złota Odznaka Towarzystwa Przyjaciół Warszawy, nr 6 Zarząd Główny TPW